# Зюдфалль
Зюдфалль (нем. Südfall, дат. Sydfald) — один из островов Халлиген в Ваттовом море на западном побережье Северной Фризии, земля Шлезвиг-Гольштейн на севере Германии. Административно относится к коммуне Пелльворм.

## История
До Грёте-Мандренке эта территория принадлежала острову Странд. Этим наводнением были созданы острова Зюдфалль, Нюбелль и Ниландт. В 1633 году Зюдфалль был исследован, так как планировалось включить Халлиген в плотину Нордерхевер. Тогда длина острова составляла около 4 км, а площадь - 600 га. Наводнение Бурхарди в 1634 году, которое уничтожило Странд, также нарушило эти планы и значительно уменьшило размер халлига. Нюбелль был затоплен во время наводнения, но Зюдфалль оставался населенным. После того, как Зюдфалль стал становиться всё меньше, жители переехали в Ниландт и назвали его Зюдфалль. Жители жили сельским хозяйством, рыболовством, соляным торфом и случайным собирательством в приливной зоне.
3 и 4 февраля 1825 года почти все бывшие жители в составе двенадцати семей погибли во время Февральского наводнения. Три терпа в западной части острова были размыты, а площадь халлига сократилась вдвое. Сегодняшний терп был построен в 1828 году. В последующий период халлиг несколько раз переходил из рук в руки.
В 1921 году житель Нордштранда Андреас Буш обнаружил остатки шлюза в ваттах возле острова Зюдфалль. Он нанёс на карту район и обнаружил много следов культуры, таких как колодцы, поля, дороги и канавы. Исходя из этих выводов, считается, что Рунгхольт был расположен в этом районе с XIII по XIV век. С 1960 года среднее число наводнений возросло с 30 до 70 в год.

## Настоящее время
Сегодня Зюдфалль принадлежит земле Шлезвиг-Гольштейн. Халлиг находится под охраной с 1959 года и в настоящее время является частью национального парка Шлезвиг-Гольштейнские ватты. На единственном причале на западе халлига находится жилое здание с надворными постройками, в котором размещены птичий заповедник и радиостанция DGzRS Südfall.

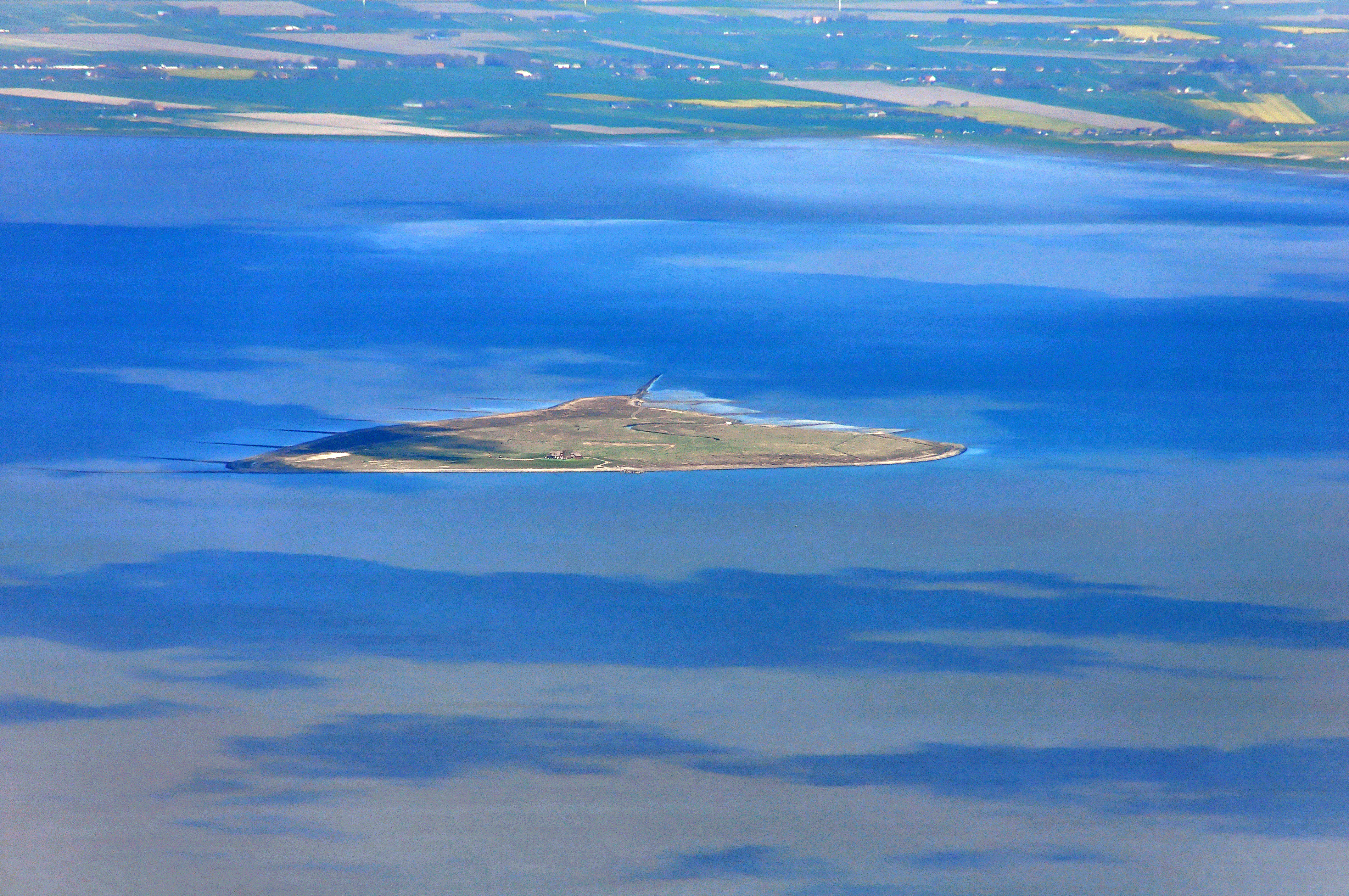
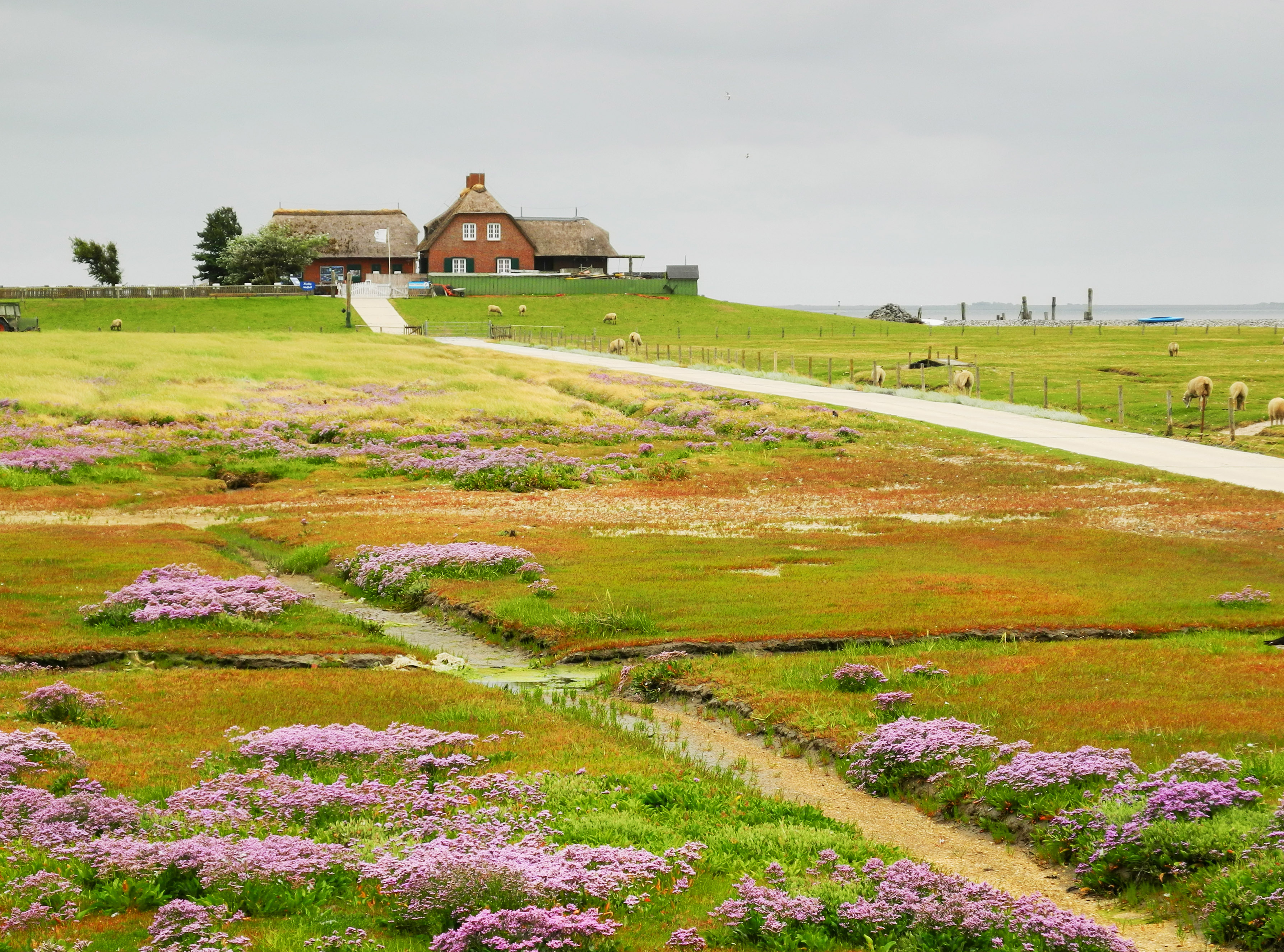
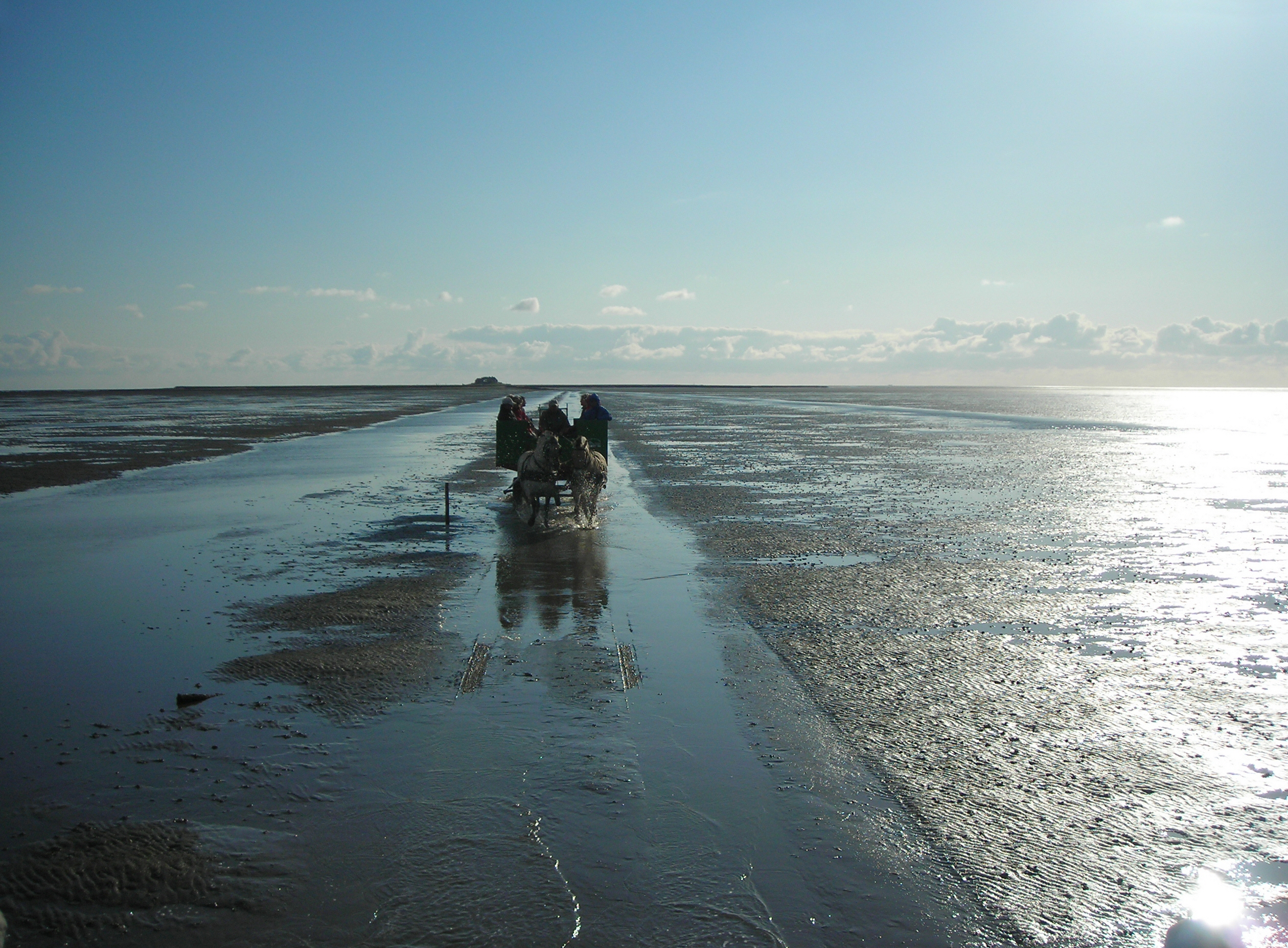